# Championnats d'Afrique de cyclisme sur piste
Les Championnats d'Afrique de cyclisme sur piste sont les championnats continentaux de cyclisme sur piste  pour les pays membres de la Confédération africaine de cyclisme.

## Éditions
| Année | Pays           | Ville            | Vélodrome                        |
| ----- | -------------- | ---------------- | -------------------------------- |
| 2015  | Afrique du Sud | Pietermaritzburg | Sax Young                        |
| 2016  | Maroc          | Casablanca       | Vélodrome d'Anfa                 |
| 2017  | Afrique du Sud | Durban           | Cyril Geoghegan Velodrome        |
| 2018  | Maroc          | Casablanca       | Vélodrome d'Anfa                 |
| 2019  | Afrique du Sud | Pietermaritzburg | Alexandra Park Velodrome         |
| 2020  | Égypte         | Le Caire         | Vélodrome international du Caire |
| 2021  | Égypte         | Le Caire         | Vélodrome international du Caire |
| 2022  | Nigeria        | Abuja            | Vélodrôme d'Abuja                |
| 2023  | Égypte         | Le Caire         | Vélodrome international du Caire |
| 2024  | Égypte         | Le Caire         | Vélodrome international du Caire |
| 2025  | Égypte         | Le Caire         | Vélodrome international du Caire |

## Épreuves masculines

### Kilomètre
| Année | Or               | Argent                  | Bronze             |
| ----- | ---------------- | ----------------------- | ------------------ |
| 2015  | Eugene Soule     | Jean Smith              | Matthew de Freitas |
| 2016  | Jean Spies       | Abdelbasset Hannachi    | Yassine Aghaous    |
| 2017  | Jean Spies       | Jared Poulton           | Othmane El Afi     |
| 2018  | Jean Spies       | Wade Theunissen         | El Khacib Sassane  |
| 2019  | Jean Spies       | Assem Elhosseiny Khalil | Wade Theunissen    |
| 2020  | Jean Spies       | El Khacib Sassane       | Wade Theunissen    |
| 2021  | Jean Spies       | Mitchell Sparrow        | Yacine Hamza       |
| 2022  | Jean Spies       | Johannes Myburgh        | Ahmed Elsenfawi    |
| 2023  | Johannes Myburgh | Mitchell Sparrow        | Hussaein Hassan    |
| 2024  | Johannes Myburgh | El Khacib Sassane       | Hussaein Hassan    |
| 2025  | Mahmoud Elimbabi | Ethan Kulsen            | Imaan Ouedraogo    |

### Keirin
| Année | Or               | Argent           | Bronze               |
| ----- | ---------------- | ---------------- | -------------------- |
| 2015  | Jean Smith       | Eugene Soule     | Mandlankosi Mlotshwa |
| 2016  | Ahmed Galdoune   | Yacine Chalel    | Ayoub Kerrar         |
| 2017  | Jean Spies       | Wade Theunissen  | Rocco King           |
| 2018  | Jean Spies       | Ahmed Galdoune   | Mehdi Belfares       |
| 2019  | Jean Spies       | Wade Theunissen  | Ahmed Galdoune       |
| 2020  | Jean Spies       | Wade Theunissen  | Mohamed Sadki        |
| 2021  | Jean Spies       | Mitchell Sparrow | Ahmed Elsenfawi      |
| 2022  | Jean Spies       | Johannes Myburgh | Mohamed Nadjib Assal |
| 2023  | Jean Spies       | Mitchell Sparrow | Mohamed Nadjib Assal |
| 2024  | Jean Spies       | Mitchell Sparrow | Mohamed Nadjib Assal |
| 2025  | Mahmoud Elimbabi | Hussein Hassan   | Tshilalahufhe Munyai |

### Vitesse individuelle
| Année | Or              | Argent           | Bronze           |
| ----- | --------------- | ---------------- | ---------------- |
| 2015  | Jean Smith      | Eugene Soule     | Kyle Borchjes    |
| 2016  | Yassine Aghaous | El Mehdi Laanaya | Mohamed Ennasiry |
| 2017  | Jean Spies      | Wade Theunissen  | Jared Poulton    |
| 2018  | Jean Spies      | Wade Theunissen  | Mehdi Belfares   |
| 2019  | Jean Spies      | Wade Theunissen  | Ahmed Galdoune   |
| 2020  | Jean Spies      | Wade Theunissen  | Mohamed Sadki    |
| 2021  | Jean Spies      | Mitchell Sparrow | Mohamed Sadki    |
| 2022  | Jean Spies      | Johannes Myburgh | Ahmed Elsenfawi  |
| 2023  | Jean Spies      | Johannes Myburgh | Hussaein Hassan  |
| 2024  | Jean Spies      | Mitchell Sparrow | Hussaein Hassan  |
| 2025  | Hussein Hassan  | Mahmoud Elimbabi | Imaan Ouedraogo  |

### Vitesse par équipes
| Année | Or                                                                      | Argent                                                                          | Bronze                                                         |
| ----- | ----------------------------------------------------------------------- | ------------------------------------------------------------------------------- | -------------------------------------------------------------- |
| 2015  | Afrique du Sud Matthew de Freitas Kyle Borchjes Jean Smith Eugene Soule | Afrique du Sud Douglas Abbot Jacobus Johannes Steyn Jaryd Poulton Oupa Maluleke | Afrique du Sud Matthew Roe Jean Spies Joshua Buchel            |
| 2016  | Maroc Mohamed Ennasiry Yassine Aghaous Mehdi Belfares                   | Algérie Abdelbasset Hannachi Yacine Hamza El Khacib Sassane                     | Égypte Islam Shawky Islam Ramadan Abdullah Idris               |
| 2017  | Afrique du Sud Evan Carstens Bernard Esterhuizen Clint Hendricks        | Afrique du Sud Graeme Ockhuis Wade Theunissen Rocco King                        | Seychelles Christopher Gerry Xerxes Larue Mario Ernesta        |
| 2018  | Afrique du Sud Jean Spies Hylton Belitzky Wade Theunissen               | Algérie Mohamed Bouzidi Ayoub Karrar El Khacib Sassane                          | Maroc Mohcine El Kouraji Abderrahim Zahiri Ahmed Galdoune      |
| 2020  | Afrique du Sud Jean Spies Wade Theunissen Joshua van Wyk                | Maroc Mohammed Medrazi Lahcen Sabbahi Mohamed Sadki                             | Égypte Assem Elhusseini Khalil Ahmed Mohamed Mohamed Farag     |
| 2021  | Afrique du Sud Jean Spies Mitchell Sparrow Joshua van Wyk               | Égypte Ahmed Elsenfawi Ahmed Saad Hussein Hassan                                | Algérie Oussama Cheblaoui Nassim Saidi Yacine Hamza            |
| 2022  | Égypte Ahmed Saad Ahmed Elsenfawi Youssef Abouelhassan                  | Algérie El Khacib Sassane Mohamed Nadjib Assal Zaki Boudar                      | Afrique du Sud Carl Bonthuys Johannes Myburgh Jean Spies       |
| 2023  | Afrique du Sud Jean Spies Johannes Myburgh Mitchell Sparrow             | Égypte Hussaein Hassan Khaled Allam Abelrahman Salem                            | Non attribuée                                                  |
| 2024  | Afrique du Sud Jean Spies Johannes Myburgh Mitchell Sparrow             | Égypte Hussaein Hassan Sayed Elkadia Mahmoud Elimbab                            | Algérie Zaki Boudar Mohamed Nadjib Assal El Khacib Sassane     |
| 2025  | Égypte Hussein Hassan Mahmoud Elimbabi Mahmoud Bakr                     | Algérie Yacine Hamza Mohamed Nadjib Assal Anes Riahi                            | Afrique du Sud Ethan Kulsen Tshilalahufhe Munyai Carl Bonthuys |

### Poursuite individuelle
| Année | Or                       | Argent               | Bronze                     |
| ----- | ------------------------ | -------------------- | -------------------------- |
| 2015  | Hendrik Kruger           | Morne van Niekerk    | Stefan de Bod              |
| 2016  | Mohcine El Kouraji       | Abdelbasset Hannachi | Abderrahim Zahiri          |
| 2017  | Steven van Heerden       | Jared Poulton        | Othmane El Afi             |
| 2018  | Gert Fouche              | Mohcine El Kouraji   | Steven van Heerden         |
| 2020  | Lotfi Tchambaz           | Achraf Ed-Doghmy     | Youssef Abouelhassan       |
| 2021  | Kyle Swanepoel           | Dillon Geary         | Mohcine El Kouraji         |
| 2022  | Achraf Ed-Doghmy         | Lotfi Tchambaz       | Mohcine El Kouraji         |
| 2023  | Lotfi Tchambaz           | Mahmoud Bakr         | Wynand Hofmeyr             |
| 2024  | Mahmoud Bakr             | Lotfi Tchambaz       | Salah Eddine Ayoubi Cherki |
| 2025  | Oussama Abdellah Mimouni | Mahmoud Bakr         | Rhys Burrell               |

### Poursuite par équipes
| Année | Or                                                                                 | Argent                                                                                       | Bronze                                                                                   |
| ----- | ---------------------------------------------------------------------------------- | -------------------------------------------------------------------------------------------- | ---------------------------------------------------------------------------------------- |
| 2015  | Afrique du Sud Morne van Niekerk Stefan de Bod Hendrik Kruger Kellan Gouveris      | Afrique du Sud Jacobus Johannes Steyn Jaryd Poulton Oupa Maluleke Steven van Heerden         | Afrique du Sud Dirk Nel Matthew Roe Jean Spies Joshua Buchel                             |
| 2016  | Maroc Abderrahim Aouida Soufiane Sahbaoui Mohcine El Kouraji El Mehdi Chokri       | Algérie Abdelbasset Hannachi Mohamed el Mahdi Seguouini El Khacib Sassane Abderrahmane Hamza | Égypte Islam Nasser Abdullah Idris Islam Shawky Islam Ramadan                            |
| 2017  | Afrique du Sud Nolan Hoffman Steven van Heerden Jean Spies Joshua van Wyk          | Afrique du Sud Jared Poulton Giuliano Giordani Evan Carstens Clint Hendricks                 | Afrique du Sud Peter Lee Jefferies Kyle Walker Sbonga Shange Andrew Edwards              |
| 2018  | Afrique du Sud Joshua van Wyk Steven van Heerden Jean Spies Gert Fouche            | Maroc Ahmed Galdoune Abderrahim Zahiri Salaheddine Mraouni Mohcine El Kouraji                | Algérie Karim Hadjbouzit Mohamed Bouzidi Ismain Lallouchi El Khacib Sassane              |
| 2020  | Égypte Assem Elhusseini Khalil Mohamed Mahmoud Youssef Abouelhassan Sayed Elkhouly | Algérie El Khacib Sassane Lotfi Tchambaz Zinedine Tahir Seddik Benganif                      | Afrique du Sud David Maree Steven van Heerden Daniyal Matthews Carl Bonthuys             |
| 2021  | Afrique du Sud David Maree Stephanus van Heerden Kyle Swanepoel Dillon Geary       | Algérie Youcef Reguigui Lotfi Tchambaz Yacine Hamza Yacine Chalel                            | Maroc Mohcine El Kouraji El Houçaine Sabbahi Achraf Ed-Doghmy Lahcen El Mejdoubi         |
| 2022  | Algérie Yacine Chalel El Khacib Sassane Hamza Megnouche Lotfi Tchambaz             | Maroc Mounir El Azhari Achraf Ed-Doghmy Mohcine El Kouraji Youssef Bdadou                    | Égypte Ahmed Saad Abdalrhman Fahim Ahmed Elsenfawi Youssef Abouelhassan                  |
| 2023  | Afrique du Sud Joshua van Wyk Daniyal Matthews Carl Bonthuys Wynand Hofmeyr        | Égypte Youssef Abouelhassan Mahmoud Bakr Ahmed Saad Assem Elhusseini Khalil                  | Algérie Lotfi Tchambaz Yacine Chalel Mohamed Nadjib Assal Hamza Megnouche                |
| 2024  | Algérie Lotfi Tchambaz Yacine Chalel El Khacib Sassane Salah Eddine Ayoubi Cherki  | Égypte Youssef Abouelhassan Mahmoud Bakr Sayed Elkadia Omar Elsaid                           | Non attribuée                                                                            |
| 2025  | Afrique du Sud Bradley Gouveris Kellan Gouveris Rhys Burrell Carl Bonthuys         | Égypte Mahmoud Bakr Youssef Abouelhassan Ahmed Elsenfawi Assem Elhusseini Khalil             | Algérie Salah Eddine Ayoubi Cherki Oussama Abdellah Mimouni Lotfi Tchambaz Yacine Chalel |

### Course aux points
| Année | Or                   | Argent               | Bronze             |
| ----- | -------------------- | -------------------- | ------------------ |
| 2015  | Nolan Hoffman        | Joshua Buchel        | Jac-Johann Steyn   |
| 2016  | Jean Spies           | Yacine Chalel        | Ahmed Galdoune     |
| 2017  | Steven van Heerden   | Evan Carstens        | Jared Poulton      |
| 2018  | Steven van Heerden   | Gert Fouche          | Joshua van Wyk     |
| 2019  | Joshua van Wyk       | Othman Harakat       | Yacine Chalel      |
| 2020  | David Maree          | Yacine Chalel        | Steven van Heerden |
| 2021  | Dillon Geary         | Mohcine El Kouraji   | Yacine Chalel      |
| 2022  | Yacine Chalel        | Hamza Megnouche      | Abdalrhman Fahim   |
| 2023  | Joshua van Wyk       | Mohamed Nadjib Assal | Carl Bonthuys      |
| 2024  | Mohamed Nadjib Assal | Hamza Megnouche      | Sayed Elkadia      |
| 2025  | Anes Riahi           | Kellan Gouveris      | Yacine Chalel      |

### Scratch
| Année | Or                 | Argent             | Bronze               |
| ----- | ------------------ | ------------------ | -------------------- |
| 2015  | Nolan Hoffman      | Jean Spies         | Kellan Alex Gouveris |
| 2016  | Mohcine El Kouraji | Abderrahim Aouida  | Abderrahmane Hamza   |
| 2017  | Jean Spies         | Nolan Hoffman      | Evan Carstens        |
| 2018  | Yacine Chalel      | Steven van Heerden | Jean Spies           |
| 2019  | Carl Bonthuys      | Joshua van Wyk     | Yacine Chalel        |
| 2020  | Joshua van Wyk     | David Maree        | Yacine Chalel        |
| 2021  | Joshua van Wyk     | Yacine Chalel      | Kyle Swanepoel       |
| 2022  | Achraf Ed-Doghmy   | Carl Bonthuys      | Abdalrhman Fahim     |
| 2023  | Matthew Lester     | Lotfi Tchambaz     | Joshua van Wyk       |
| 2024  | Mahmoud Bakr       | Zaki Boudar        | Youssef Abouelhassan |
| 2025  | Bradley Gouveris   | Mahmoud Bakr       | Hamza Amari          |

### Américaine
| Année | Or                                                      | Argent                                                   | Bronze                                        |
| ----- | ------------------------------------------------------- | -------------------------------------------------------- | --------------------------------------------- |
| 2015  | Afrique du Sud Morne van Niekerk Nolan Hoffman          | Afrique du Sud Jacobus Johannes Steyn Steven van Heerden | Afrique du Sud Jean Spies Joshua Buchel       |
| 2017  | Afrique du Sud Nolan Hoffman Steven van Heerden         | Afrique du Sud Bernard Esterhuizen Evan Carstens         | Afrique du Sud Jean Spies Jared Poulton       |
| 2019  | Afrique du Sud Steven van Heerden Joshua van Wyk        | Maroc Ahmed Galdoune Othman Harakat                      | Égypte Assem Elhosseiny Mohamed Eissa         |
| 2020  | Afrique du Sud Joshua van Wyk Steven van Heerden        | Algérie Lotfi Tchambaz El Khacib Sassane                 | Afrique du Sud Daniyal Matthews Carl Bonthuys |
| 2021  | Afrique du Sud Joshua van Wyk Stephanus van Heerden     | Algérie Lotfi Tchambaz Yacine Chalel                     | Afrique du Sud Kyle Swanepoel Dillon Geary    |
| 2022  | Algérie Yacine Chalel Lotfi Tchambaz                    | Égypte Youssef Abouelhassan Ahmed Saad                   | Algérie El Khacib Sassane Zaki Boudar         |
| 2023  | Afrique du Sud Carl Bonthuys Wynand Hofmeyr             | Algérie Lotfi Tchambaz Yacine Chalel                     | Égypte Youssef Abouelhassan Ahmed Saad        |
| 2024  | Algérie Mohamed Nadjib Assal Salah Eddine Ayoubi Cherki | Égypte Youssef Abouelhassan Mahmoud Bakr                 | Algérie Lotfi Tchambaz Zaki Boudar            |
| 2025  | Égypte Mahmoud Bakr Youssef Abouelhassan                | Algérie Anes Riahi Hamza Amari                           | Afrique du Sud Carl Bonthuys Rhys Burrell     |

### Course à l'élimination
| Année | Or                   | Argent               | Bronze               |
| ----- | -------------------- | -------------------- | -------------------- |
| 2021  | Joshua van Wyk       | David Maree          | Yacine Chalel        |
| 2022  | Youssef Abouelhassan | Ahmed Saad           | Carl Bonthuys        |
| 2023  | Yacine Chalel        | Wynand Hofmeyr       | Mohamed Nadjib Assal |
| 2024  | Yacine Chalel        | Hamza Megnouche      | Youssef Abouelhassan |
| 2025  | Mahmoud Bakr         | Mohamed Nadjib Assal | Ethan Kulsen         |

### Omnium
| Année | Or               | Argent             | Bronze          |
| ----- | ---------------- | ------------------ | --------------- |
| 2015  | Jac-Johann Steyn | Joshua Buchel      | Oupa Maluleke   |
| 2017  | Nolan Hoffman    | Evan Carstens      | Clint Hendricks |
| 2019  | Joshua van Wyk   | Steven van Heerden | Yacine Chalel   |
| 2020  | David Maree      | Steven van Heerden | Yacine Chalel   |
| 2021  | David Maree      | Joshua van Wyk     | Kyle Swanepoel  |
| 2022  | Hamza Megnouche  | Yacine Chalel      | Carl Bonthuys   |
| 2023  | Joshua van Wyk   | Carl Bonthuys      | Wynand Hofmeyr  |
| 2024  | Mahmoud Bakr     | Daniyal Matthews   | Lotfi Tchambaz  |
| 2025  | Bradley Gouveris | Mahmoud Bakr       | Hamza Amari     |

## Épreuves féminines

### 500 mètres
| Année | Or                     | Argent            | Bronze                 |
| ----- | ---------------------- | ----------------- | ---------------------- |
| 2015  | Annerine Wenhold       | Myrtle Hagedorn   | Lauren Burnett         |
| 2016  | Fatima Zahra El Hayani | Ebtissam Zayed    | Nadia Skoukdi          |
| 2017  | Bernette Beyers        | Jennifer Abbot    | Magdalene Nicholson    |
| 2019  | Charlene du Preez      | Ebtissam Zayed    | Tombrapa Gladys Grikpa |
| 2020  | Charlene du Preez      | Claudia Gnudi     | Rita Ifeakam Oveh      |
| 2021  | Charlene du Preez      | Rita Ifeakam Oveh | Fatima Zahra El Hayani |
| 2022  | Ese Lovina Ukpeseraye  | Grace Ayuba       | Nesrine Houili         |
| 2023  | Ese Ukpeseraye         | Shahd Mohamed     | S'annara Grove         |
| 2024  | Shahd Mohamed          | Grace Ayuba       | Nesrine Houili         |

### Kilomètre
| Année | Or             | Argent        | Bronze                |
| ----- | -------------- | ------------- | --------------------- |
| 2025  | Nesrine Houili | Shahd Mohamed | Ese Lovina Ukpeseraye |

### Keirin
| Année | Or                    | Argent                  | Bronze                  |
| ----- | --------------------- | ----------------------- | ----------------------- |
| 2016  | Ebtissam Zayed        | Nadia Skoukdi           | Donia Rashwan           |
| 2017  | Ebtissam Zayed        | Bernette Beyers         | Jennifer Abbot          |
| 2018  | Ebtissam Zayed        | Fatima Zahra El Hayani  | Elisa Gianchoni         |
| 2019  | Charlene du Preez     | Ebtissam Zayed          | Tombrapa Gladys Grikpa  |
| 2020  | Charlene du Preez     | Claudia Gnudi           | Tawakalt Oyetayo Yekeen |
| 2021  | Charlene du Preez     | Minata Soro             | Ese Lovina Ukpeseraye   |
| 2022  | Ese Lovina Ukpeseraye | Tawakalt Oyetayo Yekeen | Hapepa Eliwa            |
| 2023  | S'annara Grove        | Shahd Mohamed           | Ese Ukpeseraye          |
| 2024  | Ainsli De Beer        | S'annara Grove          | Gladys Grikpa Tombrapa  |
| 2025  | Shahd Mohamed         | Ese Lovina Ukpeseraye   | Charlotte Metoevi       |

### Vitesse individuelle
| Année | Or                     | Argent                  | Bronze                 |
| ----- | ---------------------- | ----------------------- | ---------------------- |
| 2015  | Annerine Wenhold       | Myrtle Hagedorn         | Odette Van Deventer    |
| 2016  | Ebtissam Zayed         | Nadia Skoukdi           | Mounia Benaji          |
| 2017  | Bernette Beyers        | Jennifer Abbot          | Rita Aggo              |
| 2018  | Ebtissam Zayed         | Jennifer Abbot          | Donia Rashwan          |
| 2019  | Charlene du Preez      | Tombrapa Gladys Grikpa  | Fatima Zahra El Hayani |
| 2020  | Charlene du Preez      | Tawakalt Oyetayo Yekeen | Claudia Gnudi          |
| 2021  | Charlene du Preez      | Ese Lovina Ukpeseraye   | Rita Oveh Ifeakam      |
| 2022  | Gladys Grikpa Tombrapa | Durogbade Adejoke       | Minata Soro            |
| 2023  | Shahd Mohamed          | Gladys Grikpa Tombrapa  | Affoué Sarah Kouamé    |
| 2024  | Shahd Mohamed          | Gladys Grikpa Tombrapa  | Tawakalt Yekeen        |
| 2025  | Shahd Mohamed          | Ese Lovina Ukpeseraye   | Amber Hindmarch        |

### Vitesse par équipes
| Année | Or                                                                      | Argent                                                     | Bronze                                                              |
| ----- | ----------------------------------------------------------------------- | ---------------------------------------------------------- | ------------------------------------------------------------------- |
| 2015  | Afrique du Sud Odette Van Deventer Annerine Wenhold Lauren Burnett      | Afrique du Sud Myrtle Hagedorn Browyn Abrahams             | Afrique du Sud Lorna Carlstein Jackie Church Sonya Kritzinger       |
| 2016  | Maroc Fatima Zahra El Hayani Nadia Skoukdi                              | Égypte Ebtissam Zayed Donia Rashwan                        | Égypte Toka Khaled Ahmed Hamdia Hassam Helmy                        |
| 2017  | Afrique du Sud Bernette Beyers Jennifer Abbot                           | Égypte Donia Rashwan Ebtissam Zayed                        |                                                                     |
| 2018  | Égypte Ebtissam Zayed Donia Rashwan                                     | Afrique du Sud Elisa Gianchino Jennifer Abbot              | Maroc Mounia Benaji Fatima Zahra El Hayani                          |
| 2020  | Afrique du Sud Charlene du Preez Claudia Gnudi                          | Égypte Ebtissam Zayed Maryam Mohamed                       | Nigeria Ese Lovina Ukpeseraye Rita Ifeakam Oveh                     |
| 2021  | Nigeria Ese Lovina Ukpeseraye Rita Ifeakam Oveh Tawakalt Oyetayo Yekeen | Égypte Ebtissam Zayed Salma Mostafa Maryam Yaser           | Maroc Fatima Zahra El Hayani Fatima Zahra Benzekri Hakima Barhraoui |
| 2022  | Nigeria Ese Lovina Ukpeseraye Tawakalt Oyetayo Yekeen Grace Ayuba       | Non attribuée                                              | Non attribuée                                                       |
| 2023  | Nigeria Tawakalt Yekeen Grace Ayuba Treasure Coxson                     | Non attribuée                                              | Non attribuée                                                       |
| 2024  | Égypte Ebtissam Zayed Nada Aboubalash Shahd Mohamed                     | Nigeria Tawakalt Yekeen Grace Ayuba Gladys Grikpa Tombrapa | Non attribuée                                                       |
| 2025  | Égypte Mentalla Belal Shahd Mohamed Sara Anwar                          | Nigeria Grace Ayuba Ese Lovina Ukpeseraye Mary Samuel      | Afrique du Sud Anya du Plessis Ainsli De Beer Amber Hindmarch       |

### Poursuite individuelle
| Année | Or                     | Argent                 | Bronze                 |
| ----- | ---------------------- | ---------------------- | ---------------------- |
| 2015  | Maroesjka Matthee      | Ilze Bole              | Ebtissam Zayed         |
| 2016  | Fatima Zahra El Hayani | Ebtissam Zayed         | Khadija El Moutchou    |
| 2017  | Ebtissam Zayed         | Charlene Roux          | Danielle van Niekerk   |
| 2018  | Ebtissam Zayed         | Donia Rashwan          | Fatima Zahra El Hayani |
| 2020  | Ebtissam Zayed         | Danielle van Niekerk   | Awa Bamogo             |
| 2021  | Ebtissam Zayed         | Fatima Zahra El Hayani | Courtney Smith         |
| 2022  | Nesrine Houili         | Ebtissam Zayed         | Danielle van Niekerk   |
| 2023  | Kerry Jonker           | Charlissa Schultz      | Treasure Coxson        |
| 2024  | S'annara Grove         | Nesrine Houili         | Danielle van Niekerk   |
| 2025  | Nesrine Houili         | Anya du Plessis        | Mentalla Belal         |

### Poursuite par équipes
| Année | Or                                                                                                 | Argent                                                                                     | Bronze                                                                       |
| ----- | -------------------------------------------------------------------------------------------------- | ------------------------------------------------------------------------------------------ | ---------------------------------------------------------------------------- |
| 2015  | Afrique du Sud Maroesjka Matthee Ilze Bole Claudia Gnudi Danielle Norman                           | Afrique du Sud Elfriede Wolfaardt Myrtle Hagedorn Debra Loffell-Dawson Browyn Abrahams     | Afrique du Sud Sonya Kritzinger Lorna Carlstein Jackie Church Siobhan Walker |
| 2017  | Afrique du Sud Charlene Du Preez Danielle Norman Victoria Sarah Bester Magdalene Nicholson         | Afrique du Sud Claudia Gnudi Daniele van Niekerk Jennifer Abbot Julie Lee                  |                                                                              |
| 2018  | Égypte Ebtissam Zayed Donia Rashwan Mariam Mohamed Nadeen Alaa Eldin                               | Maroc Mounia Benaji Fatima Zahra El Hayani Soumia Ouaicha Siham Loukili                    | Maroc Rania Alami Fatima Zahra Benzekri Siham Es Sad Hakima Barhraoui        |
| 2020  | Afrique du Sud Claudia Gnudi Ilze Bole Adelia Neethling Danielle van Niekerk                       | Nigeria Mary Sunday Samuel Tawakalt Oyetayo Yekeen Ese Lovina Ukpeseraye Rita Ifeakam Oveh | Maroc Hakima Barhraoui Nousk Bouchama Siham Es Sad Fatima Zahra Benzekri     |
| 2021  | Nigeria Ese Lovina Ukpeseraye Tawakalt Oyetayo Yekeen Grace Ayuba Mary Sunday Samuel               | Maroc Fatima Zahra El Hayani Fatima Zahra Benzekri Nora Sahmoud Hakima Barhraoui           | Non attribuée                                                                |
| 2022  | Nigeria Ese Lovina Ukpeseraye Tawakalt Oyetayo Yekeen Treasure Meelubari Coxson Mary Sunday Samuel | Non attribuée                                                                              | Non attribuée                                                                |
| 2023  | Afrique du Sud Kerry Jonker Charlissa Schultz Danielle van Niekerk S'annara Grove                  | Nigeria Gladys Grikpa Tombrapa Ese Ukpeseraye Durogbade Adejoke Tawakalt Yekeen            | Non attribuée                                                                |
| 2024  | Égypte Ebtissam Zayed Nada Aboubalash Aya Mohamed Rehab Elsherbini                                 | Nigeria Tawakalt Yekeen Grace Ayuba Gladys Grikpa Tombrapa Patience Effiong Otuodung       | Non attribuée                                                                |
| 2025  | Égypte Ebtissam Zayed Mentalla Belal Habiba Osama Shahd Mohamed                                    | Nigeria Grace Ayuba Ese Lovina Ukpeseraye Mary Samuel Patience Effiong Otuodung            | Non attribuée                                                                |

### Course aux points
| Année | Or                | Argent                 | Bronze                    |
| ----- | ----------------- | ---------------------- | ------------------------- |
| 2015  | Maroesjka Matthee | Debra Loffell-Dawson   | Ilze Bole                 |
| 2016  | Ebtissam Zayed    | Fatima Zahra El Hayani | Donia Rashwan             |
| 2017  | Bernette Beyers   | Charlene Roux          | Victoria Myburgh          |
| 2018  | Ebtissam Zayed    | Donia Rashwan          | Courtney Smith            |
| 2019  | Ebtissam Zayed    | Ilze Bole              | Elfriede Wolfaardt        |
| 2020  | Ebtissam Zayed    | Danielle van Niekerk   | Awa Bamogo                |
| 2021  | Ebtissam Zayed    | Fatima Zahra El Hayani | Courtney Smith            |
| 2022  | Ebtissam Zayed    | Nesrine Houili         | Treasure Meelubari Coxson |
| 2023  | Ebtissam Zayed    | S'annara Grove         | Kerry Jonker              |
| 2024  | Ebtissam Zayed    | S'annara Grove         | Ainsli De Beer            |
| 2025  | Ebtissam Zayed    | Nesrine Houili         | Shahd Mohamed             |

### Scratch
| Année | Or                | Argent                 | Bronze                 |
| ----- | ----------------- | ---------------------- | ---------------------- |
| 2015  | Maroesjka Matthee | Elfriede Wolfaardt     | Ilze Bole              |
| 2016  | Nadia Skoukdi     | Toka Khaled Ahmed      | Hamdia Hassam Helmy    |
| 2017  | Ebtissam Zayed    | Charlene Roux          | Claudia Gnudi          |
| 2018  | Ebtissam Zayed    | Donia Rashwan          | Courtney Smith         |
| 2019  | Maroesjka Matthee | Ebtissam Zayed         | Ilze Bole              |
| 2020  | Ebtissam Zayed    | Awa Bamogo             | Claudia Gnudi          |
| 2021  | Ebtissam Zayed    | Fatima Zahra El Hayani | Minata Soro            |
| 2022  | Ebtissam Zayed    | Chanté Olivier         | Danielle van Niekerk   |
| 2023  | Ebtissam Zayed    | Kerry Jonker           | Ese Ukpeseraye         |
| 2024  | Ebtissam Zayed    | Danielle van Niekerk   | Gladys Grikpa Tombrapa |
| 2025  | Ebtissam Zayed    | Nesrine Houili         | Anya du Plessis        |

### Américaine
| Année | Or                                                     | Argent                                                | Bronze                                   |
| ----- | ------------------------------------------------------ | ----------------------------------------------------- | ---------------------------------------- |
| 2017  | Afrique du Sud Jennifer Abbot Danielle van Niekerk     | Afrique du Sud Victoria Myburgh Claudia Gnudi         | Mixte Aicha Tihar Rita Aggo              |
| 2019  | Afrique du Sud Danielle van Niekerk Elfriede Wolfaardt | Afrique du Sud Maroesjka Matthee Ilze Bole            | Égypte Ebtissam Zayed Maryam Elnaggar    |
| 2020  | Afrique du Sud Danielle van Niekerk Ilze Bole          | Égypte Maryam Mohamed Aya Mohamed                     | Non attribuée                            |
| 2021  | Égypte Ebtissam Zayed Maryam Yaser                     | Nigeria Ese Lovina Ukpeseraye Tawakalt Oyetayo Yekeen | Non attribuée                            |
| 2022  | Égypte Ebtissam Zayed Hapepa Eliwa                     | Nigeria Ese Lovina Ukpeseraye Tawakalt Oyetayo Yekeen | Non attribuée                            |
| 2023  | Afrique du Sud Danielle van Niekerk Charlissa Schultz  | Afrique du Sud S'annara Grove Ainsli de Beer          | Non attribuée                            |
| 2024  | Afrique du Sud S'annara Grove Danielle van Niekerk     | Égypte Ebtissam Zayed Nada Aboubalash                 | Égypte Mentalla Belal Aya Mohamed        |
| 2025  | Égypte Ebtissam Zayed Shahd Mohamed                    | Algérie Nesrine Houili Siham Bousba                   | Algérie Malak Mechab Fatma Serine Houmel |

### Course à l'élimination
| Année | Or             | Argent                 | Bronze         |
| ----- | -------------- | ---------------------- | -------------- |
| 2021  | Ebtissam Zayed | Fatima Zahra El Hayani | Courtney Smith |
| 2022  | Ebtissam Zayed | Nesrine Houili         | Chanté Olivier |
| 2023  | Ebtissam Zayed | Danielle van Niekerk   | Ainsli de Beer |
| 2024  | Ebtissam Zayed | S'annara Grove         | Nesrine Houili |
| 2025  | Ebtissam Zayed | Nesrine Houili         | Mentalla Belal |

### Omnium
| Année | Or                | Argent                 | Bronze               |
| ----- | ----------------- | ---------------------- | -------------------- |
| 2015  | Maroesjka Matthee | Ebtissam Zayed         | Nour Dissem          |
| 2017  | Charlene Roux     | Claudia Gnudi          | Victoria Myburgh     |
| 2019  | Ebtissam Zayed    | Maroesjka Matthee      | Ilze Bole            |
| 2020  | Ebtissam Zayed    | Danielle van Niekerk   | Adelia Neethling     |
| 2021  | Ebtissam Zayed    | Fatima Zahra El Hayani | Courtney Smith       |
| 2022  | Ebtissam Zayed    | Danielle van Niekerk   | Hapepa Eliwa         |
| 2023  | Ebtissam Zayed    | S'annara Grove         | Kerry Jonker         |
| 2024  | Ebtissam Zayed    | S'annara Grove         | Danielle van Niekerk |
| 2025  | Ebtissam Zayed    | Ese Lovina Ukpeseraye  | Siham Bousba         |

## Tableau des médailles
Mise à jour après l'édition 2025
| Rang  | Nation         | Or  | Argent | Bronze | Total |
| ----- | -------------- | --- | ------ | ------ | ----- |
| 1     | Afrique du Sud | 110 | 92     | 78     | 280   |
| 2     | Égypte         | 74  | 36     | 32     | 132   |
| 3     | Algérie        | 17  | 36     | 32     | 85    |
| 4     | Maroc          | 12  | 23     | 26     | 61    |
| 5     | Nigeria        | 9   | 20     | 16     | 45    |
| 6     | Burkina Faso   | 0   | 1      | 4      | 5     |
| 7     | Côte d'Ivoire  | 0   | 1      | 3      | 4     |
| 8     | Bénin          | 0   | 0      | 1      | 1     |
| 8     | Mixte          | 0   | 0      | 1      | 1     |
| 8     | Seychelles     | 0   | 0      | 1      | 1     |
| 8     | Tunisie        | 0   | 0      | 1      | 1     |
| Total | Total          | 212 | 209    | 195    | 516   |